# Urbar (bei Koblenz)

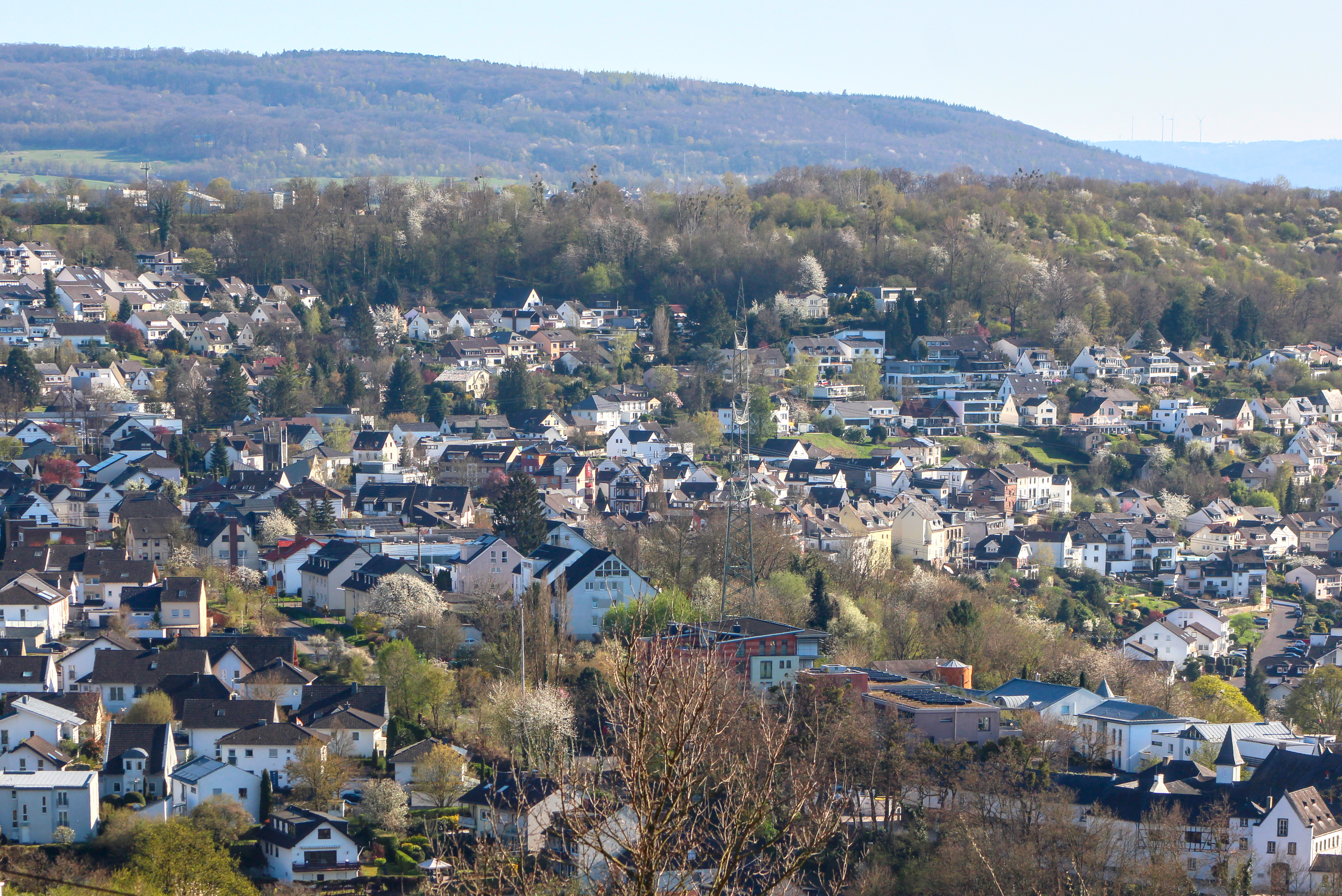
Panorama von Urbar

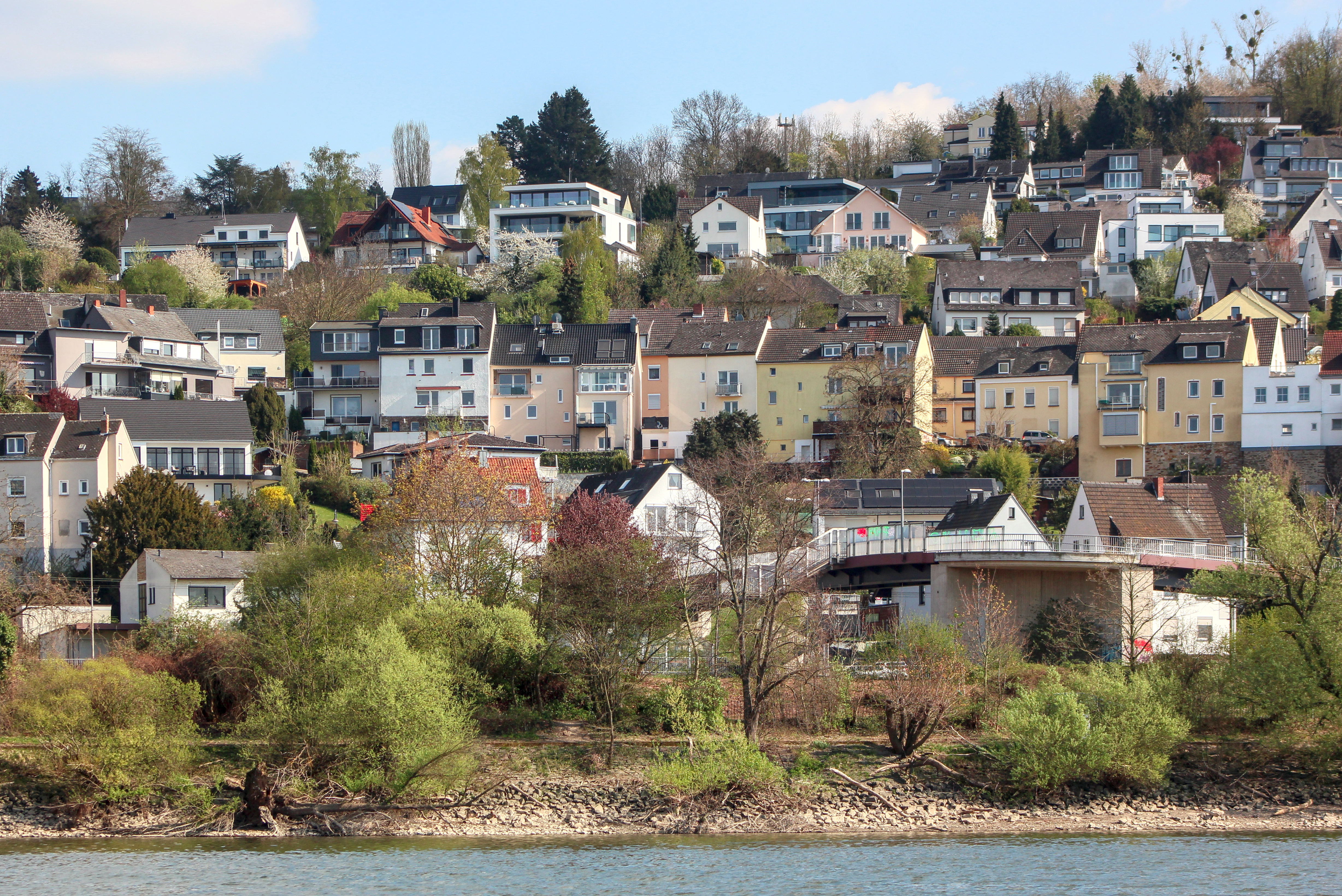
Ansicht vom Rhein

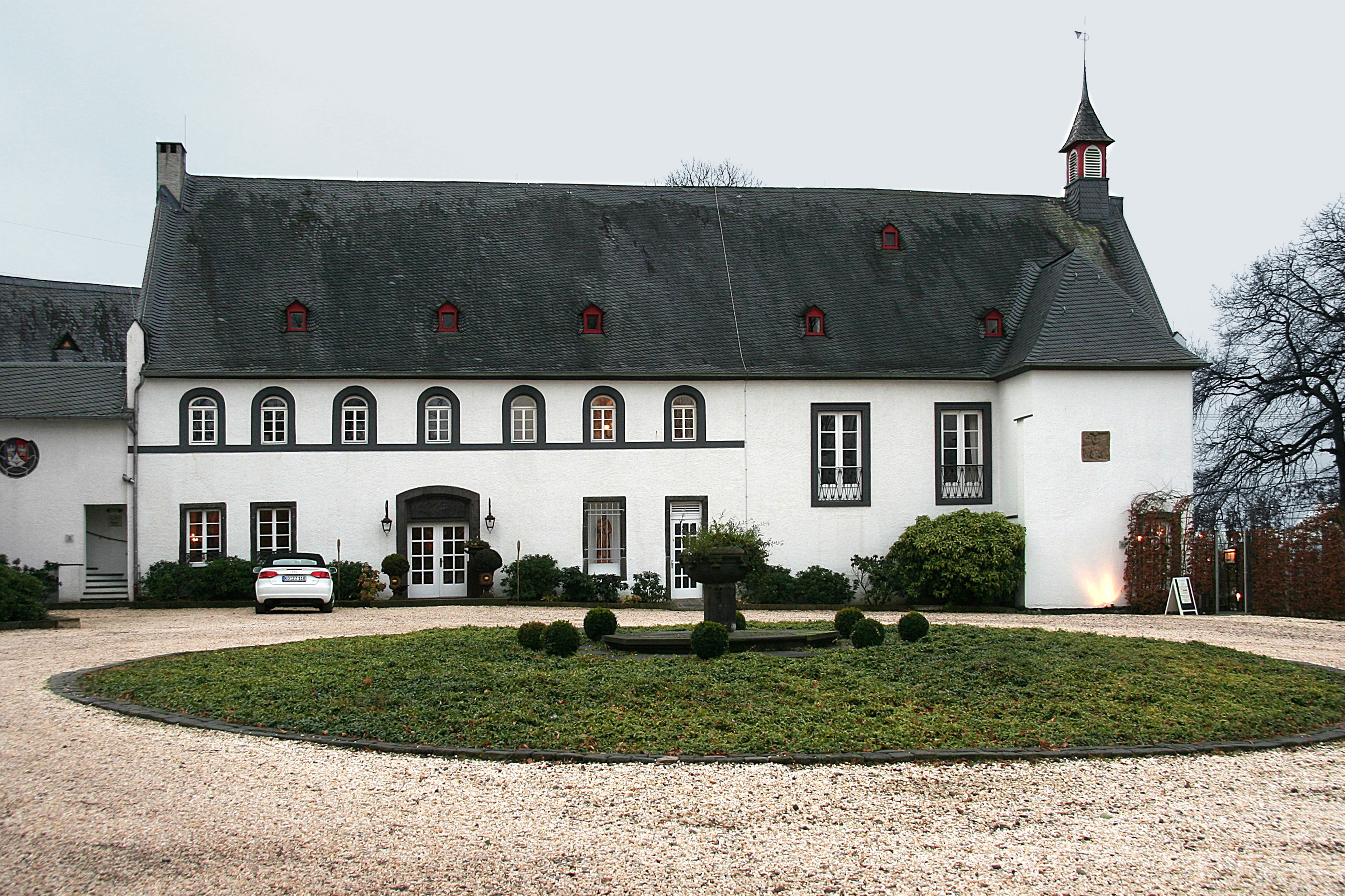
Klostergut Besselich, Nordwestflügel

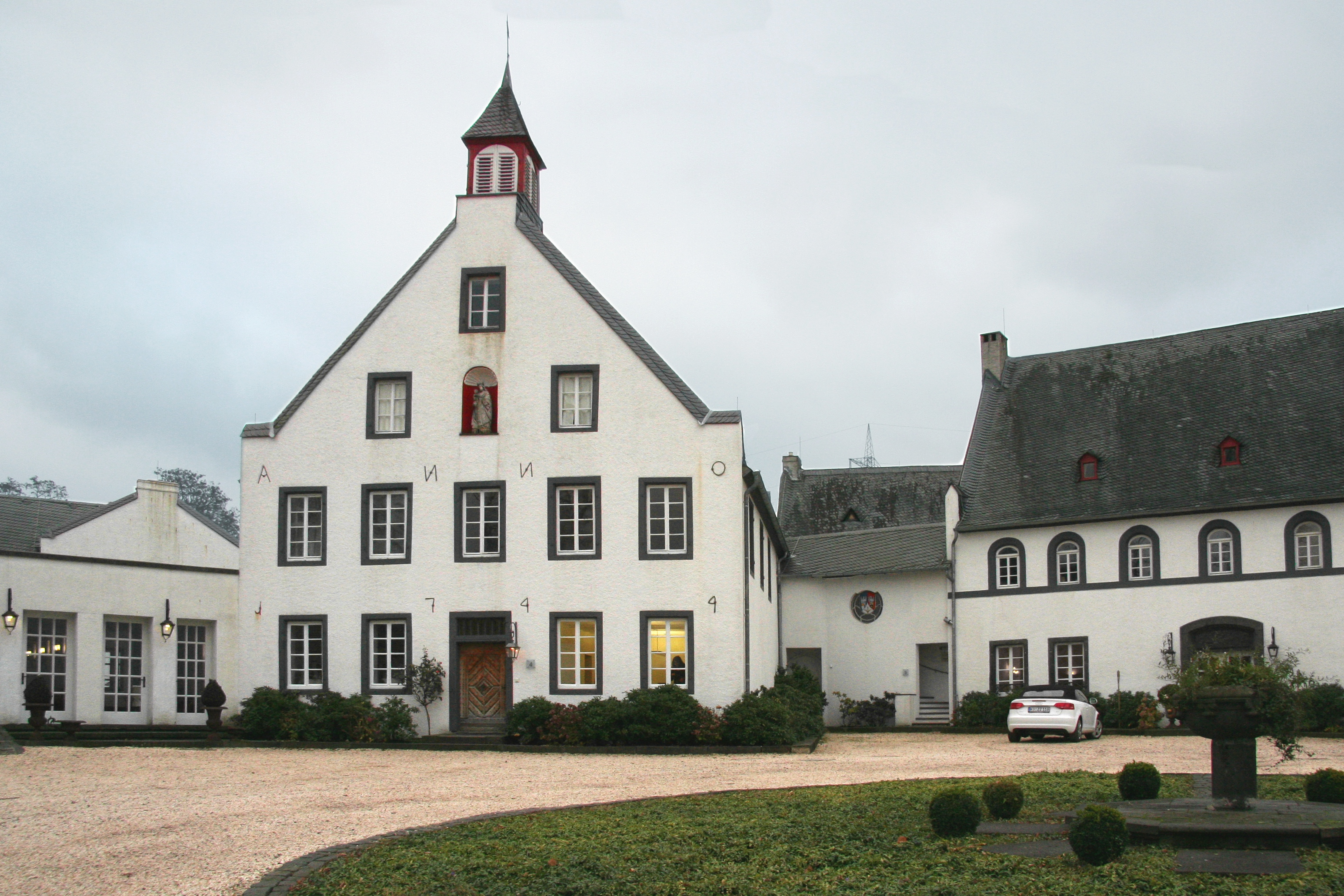
Klostergut Besselich, Zentralgebäude

Urbar ist eine Ortsgemeinde im Landkreis Mayen-Koblenz in Rheinland-Pfalz. Sie gehört der Verbandsgemeinde Vallendar an und liegt am rechten Rheinufer nördlich von Koblenz im Westerwald.

## Geschichte

### Frühzeit und Mittelalter
Urbar war schon vor etwa 13.000 Jahren Siedlungsgebiet und somit eines der ersten der Region. Mit der Errichtung des Limes gehörte das Gebiet um Urbar zum Römischen Reich.
Im Jahre 1167 wurde Urbar mit der Bezeichnung „overvare“, was „Überfahrt“ bedeutet, erstmals schriftlich erwähnt. Dies weist auf eine Fähre über den Rhein nach Neuendorf hin. Landesherr war bis 1803 der Kurfürst von Trier. Diese Landesherrschaft (rotes Kreuz auf weißem Grund) und die Rheinfähre sind im Ortswappen abgebildet.

### Klostergut Besselich
Im Jahr 1440 besiedelten Schwestern aus dem Kloster Ehrenbreitstein ein verlassenes Gebäude auf der Hochterrasse oberhalb des Rheins. Näheres aus früherer Zeit ist nicht bekannt. Ein erster urkundlicher Beleg einer Kirche in Besselich existiert über die Wiedereinweihung einer St.-Remigius-Kapelle durch den Trierer Erzbischof Johann I. im Jahr 1204. Unter der Mutter Elisabeth von Weis und ihren ersten Nachfolgerinnen entwickelte sich der Konvent. Zusätzliche Gebäude wurden errichtet, zum Beispiel ein Back- und ein Kelterhaus, und Klostermauern wurden gebaut, Ländereien konnten erworben werden und die Kirche des Klosters erhielt Altäre und Bilder. Einige Schwestern arbeiteten als Schreiberinnen und Illuminatorinnen beziehungsweise Buchmalerinnen und trugen damit zum Unterhalt des Klosters bei. In der Zeit um 1485 lebten etwa 65–70 Schwestern in Besselich, die zum großen Teil wohlhabenden adligen Familien entstammten. Besselich war dem Franziskanerkloster in Koblenz unterstellt. Eingeschränkte Finanzen durch notwendige Bauarbeiten führten Mitte des 16. Jahrhunderts zu einem Rückgang des Konvents auf etwa 20 Mitglieder, der jedoch die Reformation und trotz Plünderungen den Dreißigjährigen Krieg überstand. Nach Evakuierung und Wiederaufbau versuchten die Schwestern vergeblich, aus Besselich eine Wallfahrtsstätte zu machen. 1806 wurde das Kloster im Zuge der Säkularisierung aufgehoben. Zwei Jahre später erwarb der französische General Guérin die Gebäude und gestaltete das Anwesen zu einem repräsentativen herrschaftlichen Gut um; die alte Klosterkirche ließ er noch im Jahr 1808 abreißen. 1834 übernahm Karl von Stedman, Politiker 1848/49, das Gut, auf dem fortan Persönlichkeiten der deutschen Politik zu Gast waren. 1991 kaufte der Unternehmer Günter Rombelsheim das Klostergut Besselich. Nach Kernsanierung sind unterschiedlichste Gewerbeunternehmen in dem Objekt ansässig.

### Neuere Zeit
Seit dem Mittelalter bestand bis in die 1950er Jahre südlich des Ortes eine Tongrube, aus der zahlreiche Tonfliesen in Bauwerken des Koblenzer Raumes stammen. Südöstlich von Urbar im Bereich der dortigen Tonwerke gab es im Mittelalter eine große Töpferwerkstätte. 1803 gelangte Urbar an das Fürstentum Nassau-Weilburg (seit 1806 Herzogtum Nassau); nach dem Wiener Kongress 1815 wurde Urbar ein Teil der Rheinprovinz Preußens und der Bürgermeisterei Ehrenbreitstein. Als diese 1937 aufgelöst wurde, gelangte der Ort an das Amt Vallendar-Land, seit 1970 Verbandsgemeinde Vallendar. Die Katholiken des Ortes gehörten bis 1944 zur Pfarrei St. Pankratius in Koblenz-Niederberg und bilden seitdem eine eigene Pfarrgemeinde. Die Protestanten sind Mitglieder der Evangelischen Kirchengemeinde Koblenz-Pfaffendorf.

### Kirche

#### Dorfkirche
Die Zerstörung der katholischen neugotischen Dorfkirche (19. Jahrhundert) 1945 griff in das Dorfbild entscheidend ein. Es wurde eine Notkirche in der Kirchstraße errichtet, die 1967 zum Bürgerhaus umgebaut und 2005 abgerissen wurde. 1966 entstand nach Plänen des Architekten Martin Ufer (Koblenz-Ehrenbreitstein) die neue kath. Pfarrkirche St. Peter und Paul mit ihrem charakteristischen Zeltdach und Fenstern des bedeutenden Glasmalers Paul Weigmann (Leverkusen) an der Straße In den Büngerten. Sie wurde zum 1. Juli 2014 profaniert, mit dem Abriss wurde im August 2015 begonnen.

#### Kapelle seit 2022
An Stelle der Kirche, deren Turm erhalten blieb, entstand sechs Jahre später eine Kapelle; Richtfest war im März 2020. Auffallend ist die ähnlich dem Vorgängerbau zeltförmige Dachkonstruktion aus Holz, die auf Seitenwänden aus Beton ruht. Die Kapelle ist als sakrales Gebäude erkennbar, kann aber vielseitig genutzt werden. Der Gottesdienstraum bietet Platz für 60 Personen, lässt sich jedoch bei Bedarf nach Öffnen einer Trennwand um 40 Plätze eines Nebenraums erweitern. Durch ein großes Westfenster fällt Licht in den in hellem Beige gestrichenen Raum. Entworfen wurde die Kapelle von Thomas Wach und Lena Packert von dem Saarbrücker Architekturbüro Wandel Lorch. Wenig mehr als zwei Jahre nach Baubeginn, am Sonntag, 22. Mai 2022, weihte Bischof Stephan Ackermann die Urbarer Kapelle, die wie die Vorgängerkirche unter den Schutz des hl. Petrus gestellt ist.

## Entwicklung nach dem Zweiten Weltkrieg
Seit Ende des Krieges wächst die Bevölkerungszahl ständig. 1994 wurde eine Zahl von 2858 Einwohnern erreicht. Die Tendenz ist wegen mehrerer Neubaugebiete stark steigend.
In Urbar befindet sich der östliche Freileitungsmast der Rhein-Freileitungskreuzung Koblenz-Niederwerth-Urbar.

### Einwohnerstatistik
Die Entwicklung der Einwohnerzahl der Gemeinde Urbar, die Werte von 1871 bis 1987 beruhen auf Volkszählungen:
| Jahr | Einwohner |
| ---- | --------- |
| 1815 | 425       |
| 1835 | 619       |
| 1871 | 760       |
| 1905 | 1.086     |
| 1939 | 1.418     |
| 1950 | 1.587     |
| 1961 | 2.289     |

| Jahr | Einwohner |
| ---- | --------- |
| 1970 | 2.843     |
| 1987 | 2.645     |
| 1997 | 2.746     |
| 2005 | 3.171     |
| 2011 | 3.200     |
| 2017 | 3.228     |
| 2024 | 3.177     |

### Konfessionsstatistik
Mit Stand 30. Juni 2005 waren von den Einwohnern 57,9 % römisch-katholisch, 20,1 % evangelisch und 22,0 % waren konfessionslos oder gehörten einer anderen Glaubensgemeinschaft an. Der Anteil der evangelischen und katholischen Kirchenmitglieder an der Gesamtbevölkerung ist seitdem gesunken. Mit Stand Juni 2025 waren von den Einwohnern 37,2 % katholisch, 14,3 % evangelisch und 48,5 % waren konfessionslos oder gehörten einer anderen Glaubensgemeinschaft an.

## Politik

### Gemeinderat
Der Gemeinderat in Urbar besteht aus 20 Ratsmitgliedern, die bei der Kommunalwahl am 9. Juni 2024 in einer personalisierten Verhältniswahl gewählt wurden, und dem ehrenamtlichen Ortsbürgermeister als Vorsitzendem.
Die Sitzverteilung im Gemeinderat:
| Wahl | SPD | CDU | Grüne | FL | Gesamt   |
| ---- | --- | --- | ----- | -- | -------- |
| 2024 | 5   | 5   | 3     | 7  | 20 Sitze |
| 2019 | 6   | 5   | 5     | 4  | 20 Sitze |
| 2014 | 7   | 6   | 2     | 5  | 20 Sitze |
| 2009 | 5   | 7   | 2     | 6  | 20 Sitze |
| 2004 | 6   | 7   | –     | 7  | 20 Sitze |

- FL = Freie Liste – Bürger für Urbar e. V.

### Bürgermeister
Christoph Ackermann (Freie Liste) wurde am 3. Juli 2024 Ortsbürgermeister von Urbar. Bei der Stichwahl am 23. Juni 2024 hatte er sich mit 55,3 % durchgesetzt, nachdem bei der Direktwahl am 9. Juni 2024 keiner der ursprünglich drei Bewerber eine ausreichende Mehrheit erreicht hatte.
Nach dem Zweiten Weltkrieg waren Josef Kammertöns, Werner Stangier und Dieter Börsch (alle SPD) Bürgermeister des Ortes. Von 1999 bis 2012 war Karl Josef Kohl und von 2012 bis 2014 Kurt Nebgen Ortsbürgermeister der Gemeinde. Von 2014 bis 2024 hatte Karin Küsel (SPD) das Amt inne.

## Wirtschaft und Infrastruktur

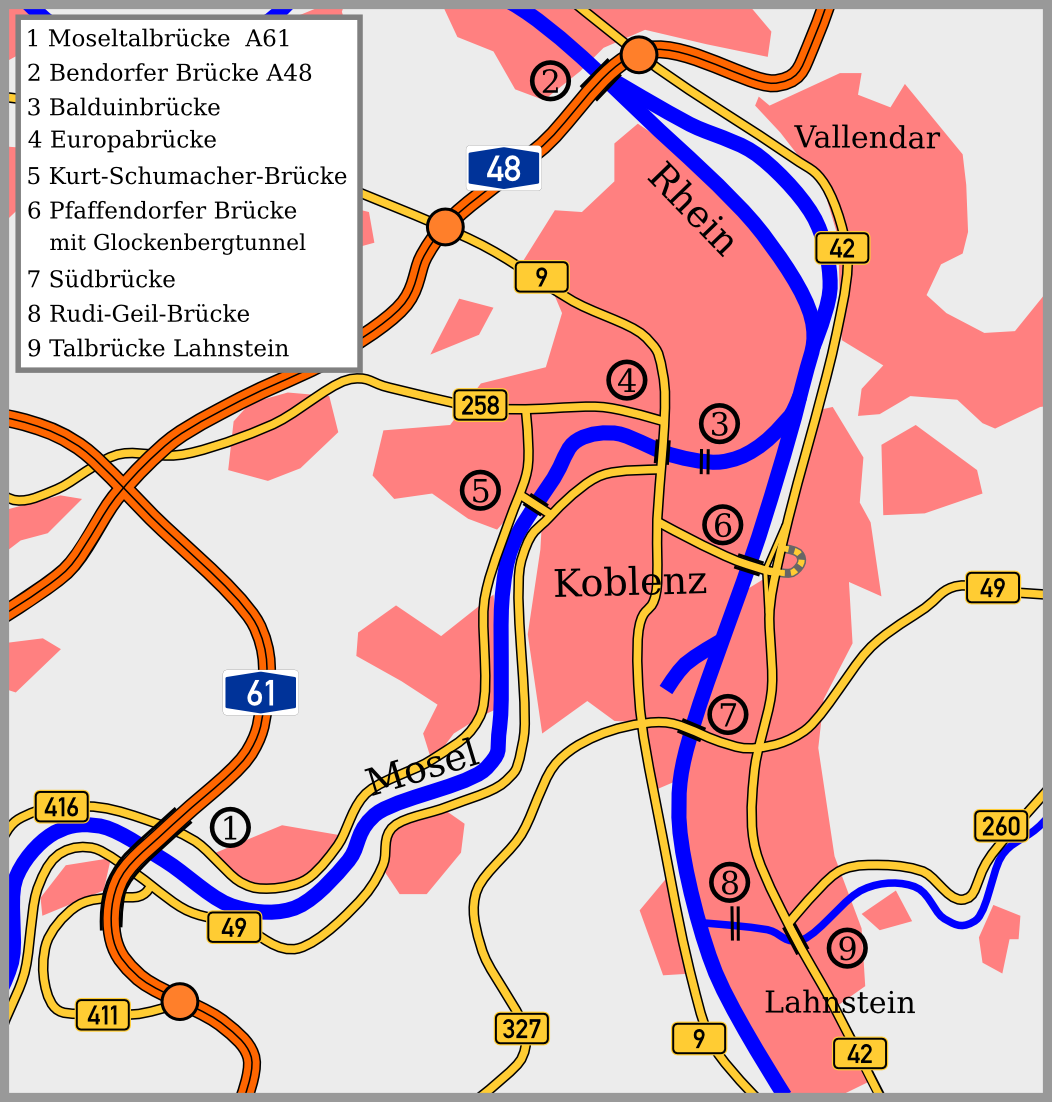
Straßenkarte Raum Koblenz

### Verkehr
Urbar liegt an der B 42. Durch die nahe gelegene A 48 ist der Anschluss zum Fernstraßennetz gut.
Durch die Buslinien 33 und N 33, die direkt durch Urbar führen, und die Linien 8, 150, 160 (A), 319 (A), 485 und N 40, die an der B 42 verkehren, ist die Stadt Koblenz innerhalb von 15 Minuten erreichbar. Urbar gehört als Gemeinde des Landkreises Mayen-Koblenz zum Verkehrsverbund Rhein-Mosel.

### Bildung
- Grundschule Urbar
- Katholischer Kindergarten Urbar
- Kindergarten der Ortsgemeinde Urbar

Durch die nahe gelegenen Hochschulstädte Koblenz und Vallendar existiert ein vielfältiges Angebot an weiteren Möglichkeiten zur Aus- und Weiterbildung.

## Medien
In Urbar hat der regionale Fernsehsender TV Mittelrhein am Klostergut Besselich seinen Sitz.